# Profaza
Profaza je jedna od podfaza mitoze. U životinjskih organizama to je prva faza, nakon koje slijedi prometafaza. Kod biljnih organizama, to je druga faza koja slijedi nakon predprofaze.
U profazi jezgrina ovojnica i jezgrica nestaju. Ovojnica se razgrađuje u membranske fragmente. Kromatin se spiralizira i formiraju se kromosomi koji izgledaju poput dugih niti koje se tijekom procesa skraćuju i debljaju. Po dužini su podijeljeni u dvije sestrinske kromatide sa zajedničkim centromerom koje se omotavaju jedna oko druge. Na taj način nastaje relacijska spirala. Na mjestu zajedničkog centromera ništa se nije udvostručilo. U profazi nastaje diobeno vreteno. Ovu bipolarnu fibrilarnu strukturu tvore mikrotubuli.
Zbog različite uloge centrosoma razlikuje se profaza životinjskih i biljnih stanica. 
U životinjskim stanicama centrosomi se udvostručuju u interfazi, a u profazi putuju na suprotne polove stanice. Mikrotubuli se šire i oblikuju diobeno vreteno. 
Kod biljnih stanica nema centrosoma, pa diobeno vreteno preuređenjem oblikuju mikrotubuli staničnog kostura preuređenjem.Profaza završava razgradnjom jezgrine ovojnice čiji ostaci ostaju priljubljeni na oslobođenim kromosomima.
Ostatci razgrađene jezgrine ovojnice prime se na oslobođenim kromosomima čime završava profaza.
|  |  |